# Seerücken
Der Seerücken ist ein in Richtung West-Ost verlaufender Hügelzug im Kanton Thurgau in der Schweiz. Die höchste Erhebung befindet sich auf 721 m über Meer in der Nähe von Salen-Reutenen. Der Seerücken liegt  zwischen dem Bodensee im Norden und dem Thurtal im Süden. Im Westen wird er durch den Stammerberg bei Stammheim (Oberstammheim/Unterstammheim) begrenzt, nach Osten hin läuft er sanft bis fast nach Romanshorn aus. Der Seerücken gehört zu den ländlichsten Regionen des Schweizer Mittellandes. Er ist dünn besiedelt mit einzelnen Bauernhöfen und kleinen Dörfern und recht stark bewaldet. Der Name wurde von J. A. Pupikofer 1837 in Der Kanton Thurgau (= Gemälde der Schweiz, Band 17) vorgeschlagen und hat sich seither eingebürgert.

## Geologie

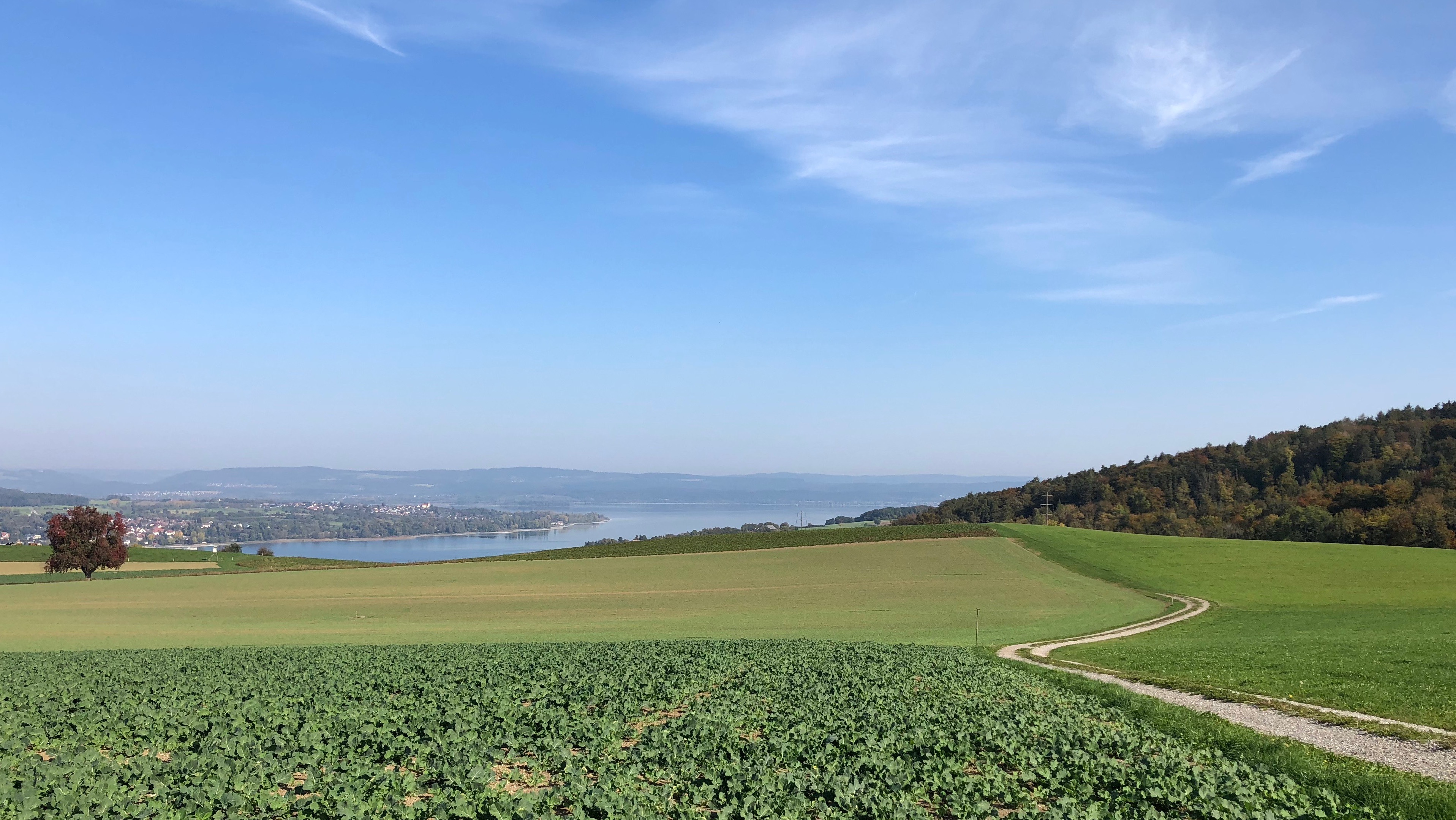
Zum Untersee abfallender Seerücken oberhalb Steckborn

Der Seerücken ist aus Molasse aufgebaut, welche grösstenteils von Moränenmaterial bedeckt ist. Auch einzelne eiszeitliche Findlinge sind vorhanden. Beim Seerücken handelt sich um ein Relikt einer Hochebene, welche sonst durch Eiszeiten und Fliessgewässer wegerodiert wurde. Die meisten Moränen stammen aus der letzten Kaltzeit (Würm-Kaltzeit). Auf der höchsten Erhebung sind möglicherweise auch Moränen aus der Riss-Kaltzeit zu finden. Am Südrand des Seerückens sind auf einer Länge von 15 km (zwischen Frauenfeld und Siegershausen) viele Drumlins zu finden.
Im Nordteil besteht die Molasse vor allem aus Glimmersandstein, der vor rund 20 Millionen Jahren durch ein breites Flusssystem aus Bayern herangeführt wurde. Es gibt an einigen Stellen wertvolle Aufschlüsse, zum Beispiel die Glimmersandgrube in Helsighausen, in der noch immer Glimmersand für die Dachziegelproduktion abgebaut wird. Im Südteil findet man in erster Linie Knauersandsteine, die aus den Alpen herantransportiert wurden.
Im Westteil ist der Seerücken hügeliger und verbreitet über 600 m hoch. Ein kleines Plateau befindet sich auf 700 m. Der Ostteil ist weniger hügelig und nur noch über 500 m, ganz im Osten noch über 450 m hoch.
Auf der Südflanke fallen die Hänge sanft ab, während auf der Nordflanke vor allem im höheren Westteil steile Hänge vorzufinden sind. Dadurch konnten sich auf der Nordseite einige Tobel mit Wildbächen ausbilden, die bei Hochwasser gefährlich werden können und bereits Todesopfer gefordert haben. Teilweise kommt im Nordteil der Molassefels, der aus Sandstein besteht, an die Oberfläche. Bei ergiebigen Niederschlägen können die Felshänge instabil werden, in seltenen Fällen kommt es zu Erdrutschen.

## Klima
Der Seerücken hat trotz seiner Kleinräumigkeit und geringen Höhe ein eigenes, charakteristisches Mikroklima mit Einflüssen des Bodenseeklimas.
Temperatur: Die Mitteltemperatur auf 700 m Höhe beträgt 7 °C. Die Temperatur der Wintermonate liegt im Schnitt bei −1 °C, im Sommer bei 15 °C. Im Sommer steigt die Temperatur selten über 30 °C, gewöhnlich nur einmal im Jahr. In verschneiten Mulden kann das Thermometer bei Windstille in klaren Nächten bis −30 °C fallen.
Niederschlag: Die Jahresniederschläge betragen durchschnittlich knapp 1000 mm. Am wenigsten Niederschlag fällt im Winter, am meisten zwischen Mai und August. Das Schauer- und Gewitterrisiko ist im Vergleich zur Umgebung leicht erhöht.
Schnee: Im Winter bildet sich recht häufig eine geschlossene Schneedecke, die manchmal mehrere Wochen Bestand haben kann. Deswegen ist auf dem Seerücken im Winter auch Skilanglauf möglich. Die höchste gemessene Schneedecke war etwa 60 cm. Etwa alle hundert Jahre kann die Schneedecke auf gut 80 cm anwachsen.
Tornados: In der näheren Umgebung des Seerückens werden häufig schwache Tornados beobachtet. Der erste und gleichzeitig markanteste Fall, welcher in den Chroniken aufgezeichnet wurde, trat am 19. Juli 1912 in der Nähe von Schönenbaumgarten bei Kreuzlingen auf. In den Mitteilungen der Thurgauischen Naturforschenden Gesellschaft (Nr. 20) heisst es: «Sie setzte ca. 500 m westlich vom genannten Dorfe Schönenbaumgarten ein; machte sich am Boden durch eine kugelförmige, grauschwarze Erscheinung bemerkbar, aus welcher ein säulenförmiger Wolkenschlauch herauswuchs und ‹pustend wie eine Lokomotive› sich bis zu den Wolken verlängerte.» Der Tornado hinterliess eine einen Kilometer lange, unterbrochene Schneise mit umgestürzten Bäumen, die teilweise komplett entastet wurden. Die maximale Windgeschwindigkeit wurde nachträglich auf 220 bis 250 km/h geschätzt. Ein weiterer Tornado zog am 21. August 2005 durch das Dorf Pfyn. Er richtete erhebliche Sachschäden an einigen Gebäuden an und berührte auf einer Strecke von drei Kilometern Boden. Dies ist die längste Schadenschneise durch einen Tornado, welche im Schweizer Mittelland bisher registriert wurde. Die maximale Windgeschwindigkeit betrug in diesem Fall ca. 150 km/h, und der Tornado existierte etwa fünf Minuten.

## Wirtschaft
Der Seerücken ist sehr ländlich geprägt mit vielen Bauernhöfen. Bekannt ist die Region für den Obstanbau, vor allem von Äpfeln. Auch kleine bürgerliche Gaststätten sind recht häufig vorzufinden. Sie profitieren vom sanften Tourismus (Wanderer, Velofahrer, Langläufer). Da und dort wird Kies und Sand abgebaut. Industrie- und Gewerbebetriebe sind selten und nur in grösseren Dörfern vorhanden. Die Anbindung an den öffentlichen Verkehr ist beschränkt.